# Crematogaster colei
Crematogaster colei es una especie de hormiga acróbata del género Crematogaster, familia Formicidae. Fue descrita científicamente por Buren en 1968.
Habita en el continente americano, en México y los Estados Unidos. Se ha encontrado a elevaciones que van desde los 1500 hasta los 2287 metros de altura.
Las colonias de Crematogaster colei habitan en bosques de robles, pinos y Juniperus (conocidos como enebros), además en laderas secas y rocosas, áreas y zonas graníticas y en estepa arbustiva (vegetación abierta donde predominan arbustos de diferentes tamaños). Además se encuentra en varios microhábitats como piedras y ramas muertas de roble.